# 廷議制度
廷議制度，簡稱廷議，是漢字文化圈歷朝的一個政治制度，用意乃使朝廷大臣聚而論政，此制自秦朝開始直至清朝滅亡。
廷議中，不分官職大小，眾臣皆可自由發言，以廣納言路。廷議的權限甚大，甚至能夠否決皇帝一些政策的執行。明朝自朱元璋起由九卿(六部尚書、都御史、大理卿、通政使)、六科給事中、十三道監察御史廷議；有關官員陞補任用之擬議，則謂之廷推。明朝萬曆期間，就曾因萬曆帝的儲君安排被廷議否決，而導致萬曆帝與朝臣鬥氣、30年不上早朝，史稱「萬曆怠政」。
廷議之重大事項，舉述如下：
1. 議立君立儲
2. 議建都遷都
3. 議郊祀、绝地天通
4. 議典禮
5. 議宗藩
6. 議河工漕運
7. 議邊事

清代又稱國議，天命七年（1622年）起以八位「和碩貝勒」共議國政。崇德二年（1637年）每旗增加議政大臣三人，形成議政王大臣會議。順治元年（1644年）設置議政處作為會議機關。順治親政及康熙後，逐步降低八旗王公影響力，另交由大學士六部九卿翰詹科道會議議決大政，直至晚清，並仍按事件性質增減議政王大臣、軍機大臣、地方督撫、總理各國事務大臣參與會議。曾由大學士六部九卿翰詹科道會議決定事件如丁酉科場案、臺灣棄留議、呂留良及曾靜案、陝甘總督移駐涼州議、胡中藻及鄂昌罪名擬議、耆英罪名擬議、兩宮聽政禮節、顧命八大臣罪名擬議、何桂清罪名擬議、海防籌議、中俄里瓦幾亞條約與崇厚罪名案、中法戰爭戰和之議等。